# حسن مطرود
حسن مطرود (انگلیسی: Hassan Matrud؛ زادهٔ ۱ ژانویهٔ ۱۹۷۶) بازیکن فوتبال اهل عراق بود.
وی همچنین در تیم ملی فوتبال عراق بازی کرده‌است.